# Huichol
Los wixárika o wixaritari (wixarika: [viˈʐaɾika]~[viˈraɾika]), conocidos en español como huicholes, son un grupo étnico mayoritario de la Yesca y la sierra del Nayar. en el estado de Nayarit y en los municipios de Mezquitic y Bolaños en el norte de Jalisco, México.  Estos municipios están enclavados en el extremo sur de la Sierra Madre Occidental También existen otras comunidades wixaritari en los estados de Durango y Zacatecas. 
"Los wixaritari se autodenominan wixaritari, vocablo que significa doctor o curandero porque buena parte de la población masculina practicaba actividades chamanísticas, incluso en otras etnias".
Se autodenominan wixárika (la gente) en su lengua, que pertenece a la familia de las lenguas uto-aztecas y a la que llaman wixaritari waniuki.
El etnónimo wixarika proviene de la adaptación al idioma náhuatl del autónimo wixarika, debido a que en idioma wixarika la a puede llegar a oírse como o; r y l son alófonos, y la pronunciación de x, que era sibilante, se interpretó como africada, tz, entre los siglos XVII y XVIII (época en que pudo ocurrir el préstamo de la palabra), pero la pérdida de la sílaba -ka dio como resultado huitzol en náhuatl, y su castellanización, wixaritari.
Los wixáritari hablan una lengua del grupo wixarika que está cercanamente emparentada con el grupo nahua (aztecoide). Además, han recibido influencias mesoamericanas, lo cual se refleja en el hecho de que los wixaritari tiene rasgos típicos del área lingüística mesoamericana.
Su espiritualidad tradicional incluye la recolección y el consumo del peyote (Lophophora williamsii), un cactus que posee efectos alucinógenos debido a sus alcaloides psicoactivos, entre ellos la mescalina.

## Distribución geográfica

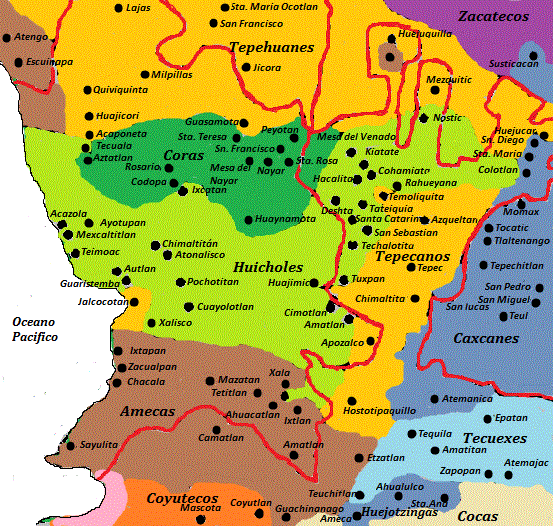
Extensión territorial de los wixárika y pueblos vecinos antes de la conquista española

El territorio wixárika se expande en tres zonas macroecológicas: la franja costera, la de los valles y cerros cercanos a la región de Ruiz y Acaponeta, en Nayarit y la tercera corresponde al río Chapalagana, en el estado de Jalisco y en el este de Nayarit.
Existen cinco cabeceras municipales enclavadas en la Sierra Madre Occidental, son centros religiosos y políticos de gran relevancia en los que suelen celebrarse las fiestas locales más importantes: TateiKie (San Andrés Cohamiata), Tuapurie (Santa Catarina Cuexcomatitlán), Wautia (San Sebastián Teponahuaxtlán) y Kuruxi Manúka (Tuxpan de Bolaños), ubicados en los municipios de Mezquitic y Bolaños; al norte del estado de Jalisco, y Xatsitsarie (Guadalupe Ocotán) en el municipio de La Yesca, en Nayarit. Cada comunidad es autónoma y tiene sus propias autoridades civiles y religiosas.

## Historia

Reinos y Señoríos prehispánicos en México

Algunos historiadores creían que los wixaritari tuvieron su origen en el Desierto de San Luis Potosí, asumiendo que la peregrinación a Wirikuta era en realidad un recuerdo fragmentario de su origen. Sin embargo, el mismo cuerpo de creencias de los wixaritari manifiesta la importancia del océano Pacífico ya que en algunos ritos específicos se utilizan conchas marinas de especies exclusivas del Pacífico.
La evidencia indica que los wixaritari practicaban el comercio, principalmente de sal, con otras etnias de la región antes de la llegada de los españoles. Estos desplazamientos favorecieron el intercambio cultural con otras etnias, por lo tanto, es altamente probable que los actuales wixaritari desciendan de la fusión de etnias, entre ellas los tepehuanos y los guachichiles.
Nuño de Guzmán, quien encabezó la conquista española en el territorio actual de Jalisco en 1531, se caracterizó por su crueldad con los pobladores nativos.Los grupos indígenas se refugiaron en las zonas montañosas del norte de Jalisco, ya que eran menos accesibles para los españoles.
Se ignora que ocurrió con los wixaritari y los guachichiles hacia 1540 y 1541, época en la que se desarrolló la Guerra del Mixtón, rebelión en la que participaron numerosos grupos étnicos de la Gran Chichimeca y de la Sierra Madre Occidental. Esta guerra obligó a varios grupos indígenas a desplazarse a Valle de Banderas, en la costa de Jalisco y a los wixaritari a internarse en la sierra del Nayar.
Llegaron los wixaritari a la región de la barranca de Bolaños como refugiados y se asentaron entre los pueblos de los tepehuanes. Es probable que se mezclaran los pueblos, ya que es evidente que compartían muchas tradiciones rituales (como el uso de chimales y el peyote en sus ceremonias), además solían unirse para defenderse de las incursiones españolas y para montar rebeliones contra el gobierno colonial español. Queda documentada una rebelión montada entre las dos etnias en El Teúl en 1592 y otra en Nostic en 1702.
Los antropólogos e historiadores no están de acuerdo con la fecha de su llegada, aunque algunos documentos históricos indican que para el siglo XVI, los wixaritari ya habían llegado al norte de Jalisco. Los mismos wixáritari reconocen en sus leyendas que estas tierras ya eran habitadas por otra etnia. Así mismo, la historia oral de los tepehuanes afirma que algunas localidades actualmente habitadas por los wixaritari eran tepehuanas en el pasado, como es el caso de Santa Catarina Cuexcomatitlán.
La llegada de los españoles a los territorios de los guachichiles, en Zacatecas y San Luis Potosí, fue acompañada por epidemias que afectaron a las comunidades nativas, pues eran vulnerables a las enfermedades importadas de Europa. Los indígenas que no morían durante las epidemias sufrían por las encomiendas y las concentraciones implementadas por los españoles para trabajar en las minas recién descubiertas. Estas experiencias también quedaron documentadas en la historia oral de los wixaritari.

## Arte huichol
En comunidades huicholes tradicionales, un artefacto ritual importante es el nierika: una losa escuadra o redonda pequeña con un agujero en el centro cubierto en un lado o los dos lados con una mezcla de cera de abeja y resina de pino en el que los hilos de estambre se prensan. Nierikas se encuentra en la mayoría de los lugares huicholes sagrados como santuarios de casas (xiriki), templos, manantiales, y cuevas.

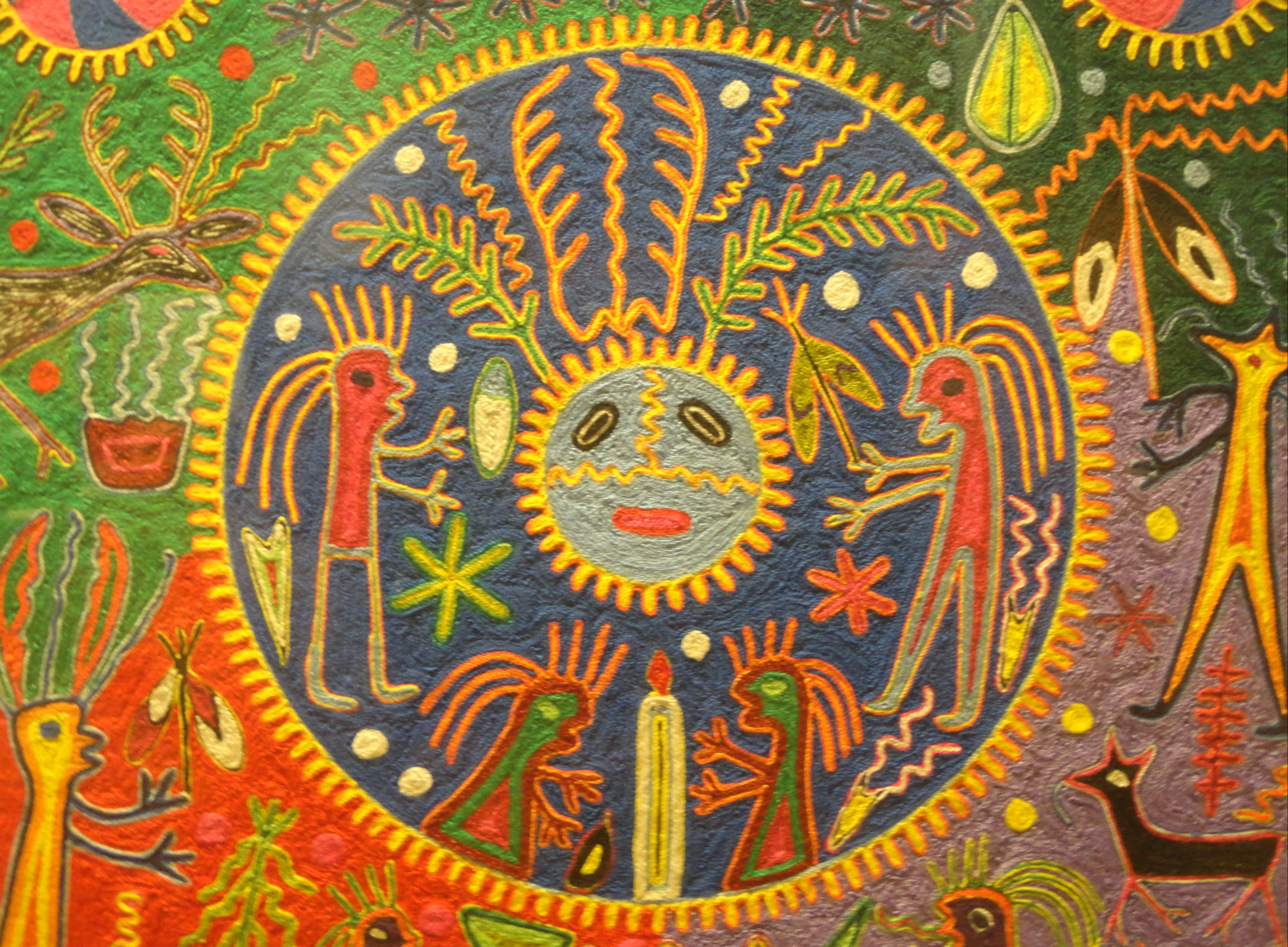
Cuadro de estambre huichol con unos soles y otros símbolos wixáricas.

Para los huicholes, sin embargo, los cuadros de estambre no son solo una forma de arte de estética o comercial; los símbolos en estas pinturas vienen de la cultura huichol y sus tradiciones chamanistas. Desde los huevos con cuentas y cabezas de jaguares a los cuadros de estambre detallados en colores psicodélicos modernos, cada uno se relaciona a una parte de la tradición y crecimiento huichol. En tiempos más modernos han sido capaces de desarrollar estas formas de arte en medios que no podían antes. Los materiales para cuentas y el hilo tienen más colores y son más finos lo que permite hacer obras de arte detalladas y coloridas. Previamente, el arte de cuentas se hacía de hueso, semillas, jade, cerámicas, y otros materiales similares, y ahora los huicholes pueden utilizar cuentas de vidrio de múltiples colores. El hilo moderno que utilizan los huicholes se teje mucho más tenso y es más fino permitiendo un gran detalle, y, dado que los colores son comerciales, son más mareados. Antes del acceso a estos materiales, los huicholes usaban tintas vegetales.

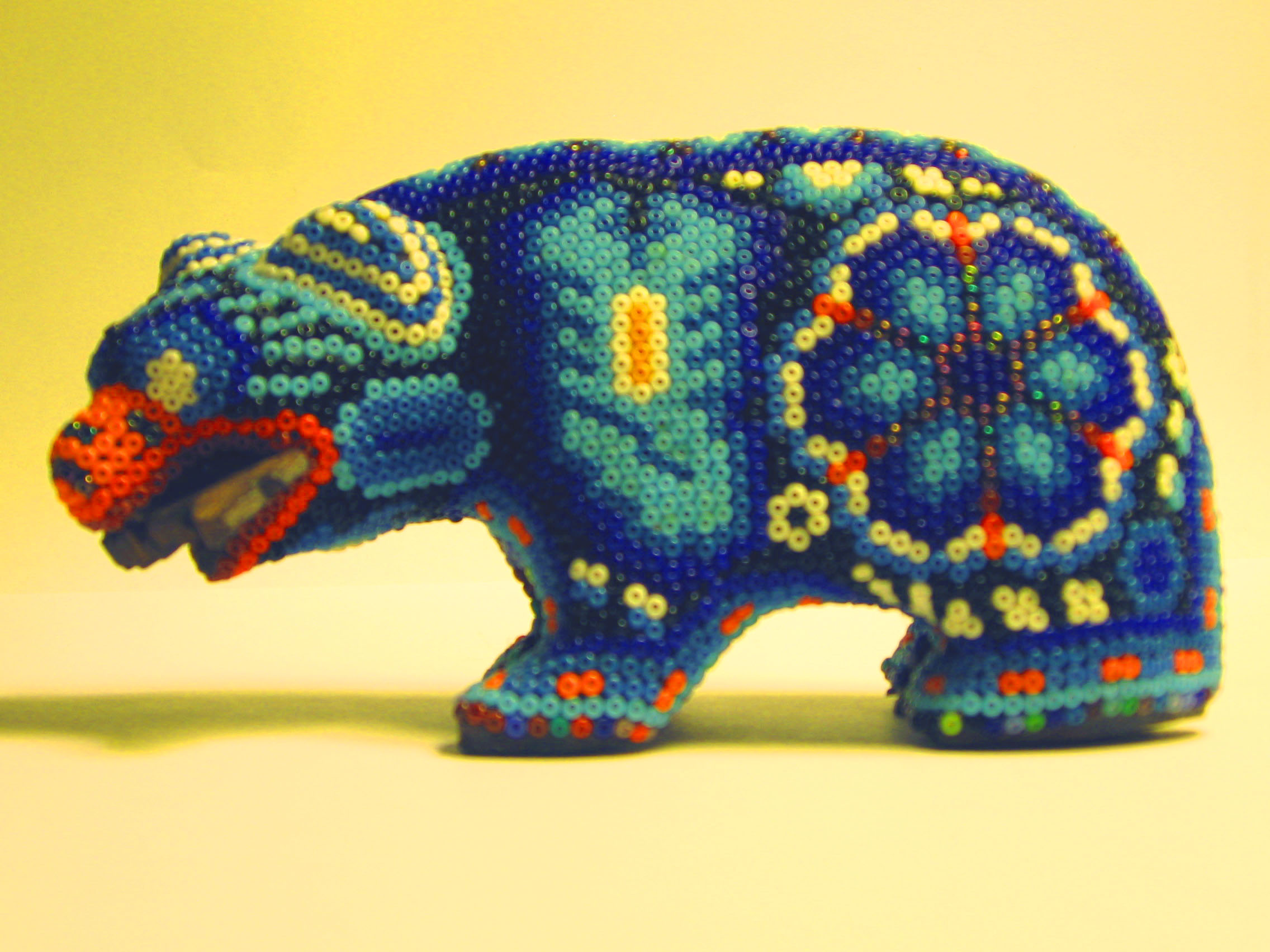
Este oso de cuentas muestra símbolos de peyote, escorpión, y maíz.

Los primeros cuadros de estambre grandes se expusieron en Guadalajara en 1962; fueron simples y tradicionales. Actualmente con la disponibilidad de un espectro más grande de hilo comercial teñido y sintético, cuadros de estambre hilado más finamente han evolucionado en obras de arte de buena calidad.

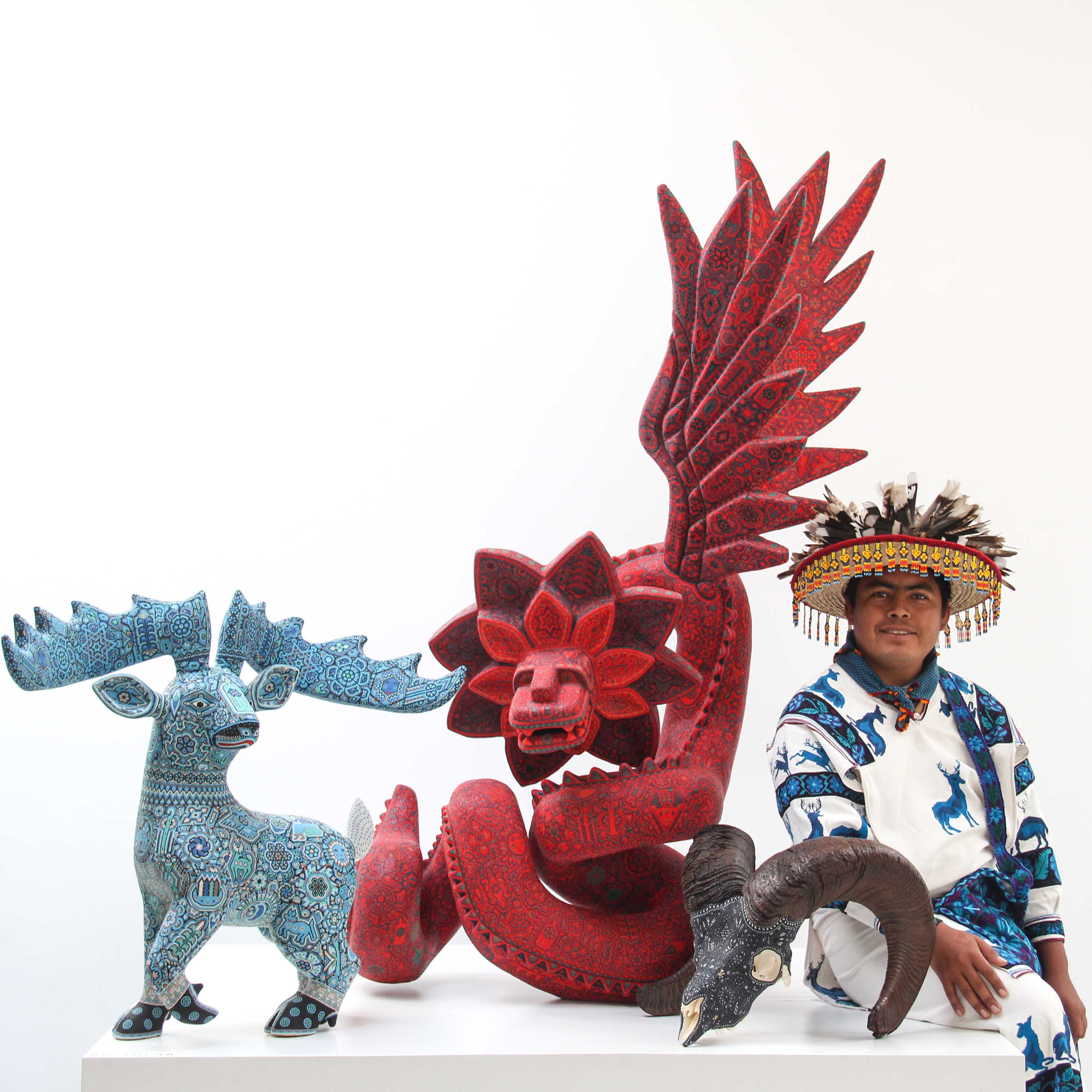
Artista wixárika con tres trabajos en arte huichol con chaquira de cristal de Arte Marakame.

El arte de cuentas es una innovación relativamente nueva y se construye con cuentos de vidrio, plástico, o metal prensado en una forma de madera cubierto por cera de abejas. Formas de arte de cuentas comunes incluyen máscaras, tazones, y figuritas. Como todo el arte huichol, el arte de cuentas representa los motivos y símbolos de la religión de los huicholes.
Unos chamanes-artistas huicholes han adquirido fama y éxito comercial: el pintor de cuentas huichol aclamado José Benítez Sánchez ha tenido una exposición de sus obras en los Estados Unidos.

### Chaquira de cristal
Una de las técnicas más comunes en el arte huichol es el arte con chaquira, donde utilizan chaquira de plástico o chaquira de cristal, y la prensan con la técnica tradicional de la cera de campeche, que es cera de abeja. Con las chaquiras en sus diferentes colores van creando símbolos que narran su cosmovisión o sus visiones del uso ceremonial del peyote.

## Vestimenta

### Masculina
«Programa de Vulcanismo Global». Instituto Smithsoniano. r. Consultado el f.loa de la vida nos dice que hay que hacer

### Femenina
Esta consiste de una manera muy sencilla. La vestimenta de las mujeres consiste en una blusa corta en color rojo amapola, enaguas interiores y exteriores, con un manto floreado para cubrir la cabeza y collares de chaquira.

## Indumentaria

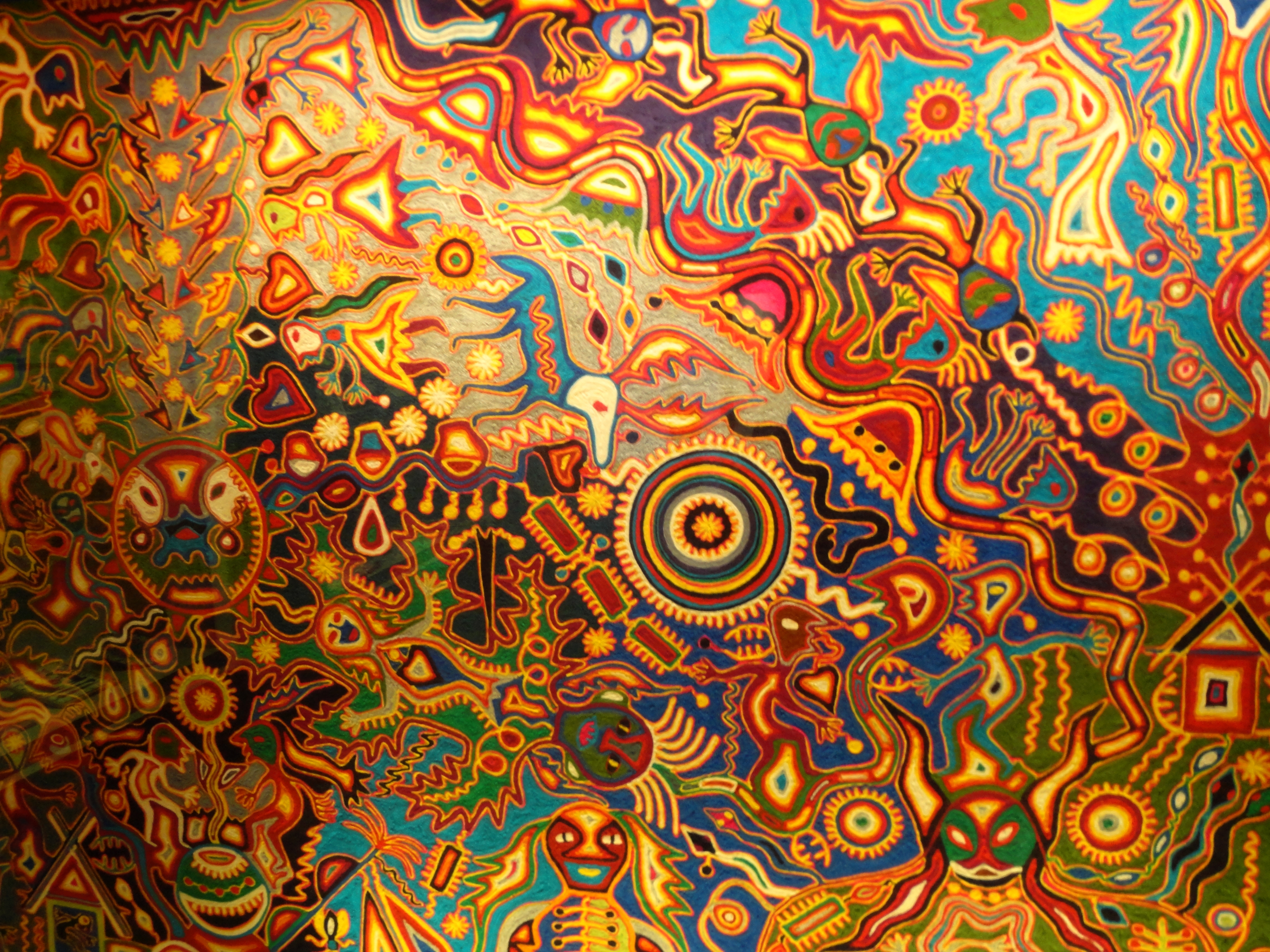
Arte huichol

Los wixáritari son notorios por lo vistoso de su indumentaria. La kamirra (< kamixa < camisa) o kutuni, es decir, 'camisa larga', abierta de los costados y sujeta a la cintura con el juayame, 'faja ancha y gruesa' hecha de lana o de estambre. Encima de la faja van varios morralitos bordados, llamados h+iyame o huaikuri, unidos con un cordón. En ellos no se guarda nada: sirven únicamente para completar el adorno. Cruzado al hombro llevan uno o varios kuchuri o morrales tejidos o bordados. Sobre la espalda, la tuwaxa (tubarra), especie de pañolón bordado, se anuda al cuello y tiene en la orilla una franja de franela roja. Un sombrero que ellos llaman rupurero (< xupureru < *šubureru < sombrero), hecho de palma y adornado en formas diversas según el uso: con chaquira, plumas, estambre, flores, espinas o pedazos de corteza. El hombre es siempre el que usa la ropa más adornada.
La esposa pone todo su cuidado para que las prendas luzcan muy bien bordadas. En contraste con la indumentaria masculina, el traje de la mujer wixárika es sencillo: consta de una blusa corta hasta la cintura, a la que llaman kutuni. La falda de pretina, llamada íwi, lleva en el borde inferior una amplia franja de bordados, lo mismo que la blusa. Se cubre la cabeza con el xikuri (rricuri), formado por dos cuadros de manta blanca, también bordados bellamente.
Los diseños decorativos tradicionales de la ropa huichola son de una enorme variedad y conservan desde tiempos antiguos un significado mágico que describió el antropólogo noruego Carl Lumholtz (El México desconocido) en 1896.
Para sus fiestas, los huicholes acostumbran pintarse la cara con dibujos simbólicos, y en las ceremonias rituales los maraakates utilizan los muwieris, 'palillos adornados con plumas'.

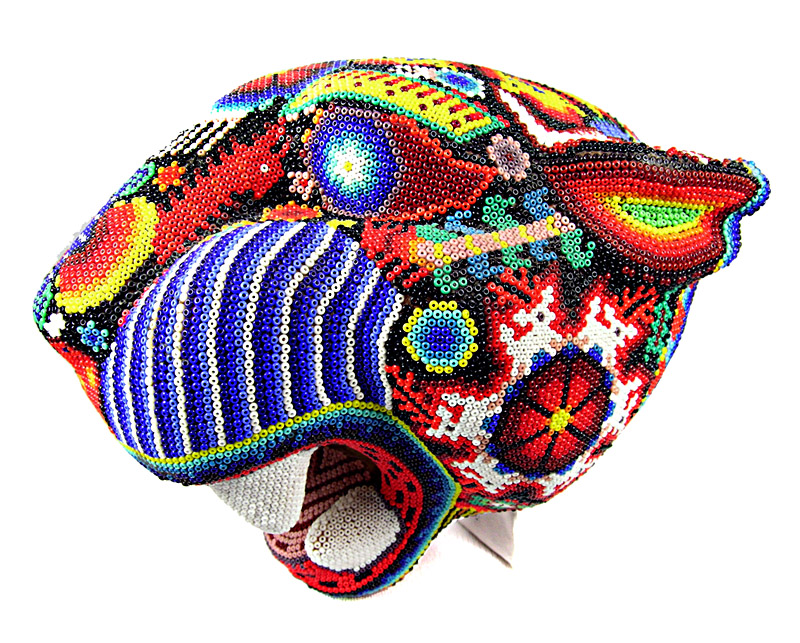
Diseño decorativo

## Creencias religiosas

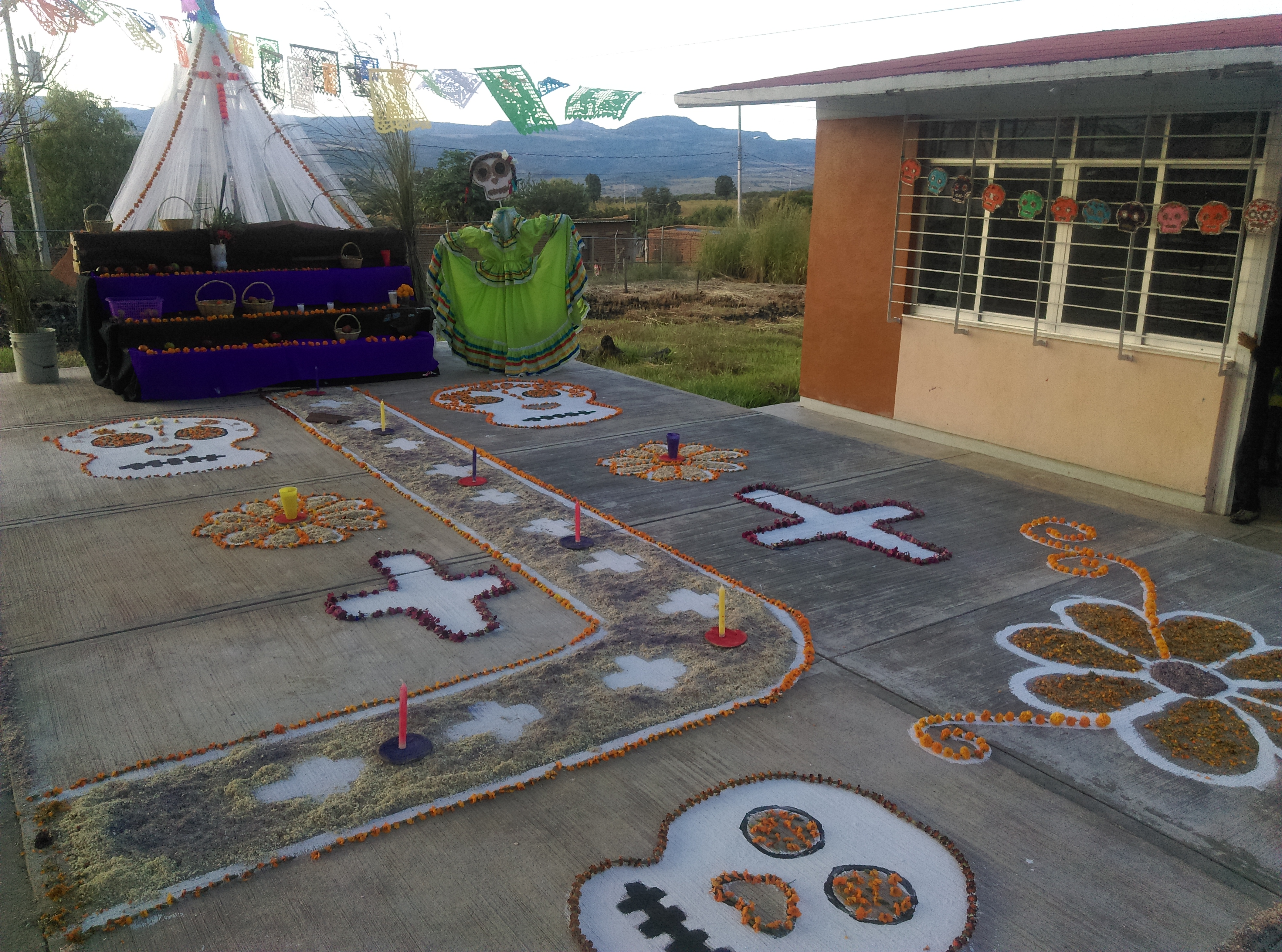
Altar de muertos en escuela huichol.

La autoridad civil es encabezada por un gobernador llamado totohuani, y se renueva anualmente. Los mara 'akate o maraakames –cantadores o sacerdotes– tienen como misión conservar y mantener vivas las tradiciones.
La religión wixáritari y la cora son prácticamente las únicas en México que cuentan con una población importante (50 por ciento) de fuertes creencias tanto nativistas como animistas, es decir, con un arraigo religioso prehispánico y con menores influencias del catolicismo. El otro 50 por ciento de su población profesa el catolicismo. Su religión consiste en cuatro principales deidades: maíz, águilas, ciervos y peyote, todas ellas descendientes del sol, "Tau". Sus actos religiosos se llevan a cabo en un monte llamado “Quemado”, en el estado de San Luis Potosí (México). Este monte se encuentra dividido en dos, un lado para las mujeres y otro para los hombres.

### Uso del peyote
En sus actos religiosos suele hacerse uso del peyote. La siguiente es una descripción de lo que para ellos significa el uso de este cactus:

"Hay quienes tenemos alguna enfermedad física, del alma o del corazón o simplemente no hemos podido encontrar nuestra vida. En este desierto viviente y mágico, confín del mundo, el Venado Azul se nos revelará para encontrar nuestra vida, él nos enseñará, él será nuestra medicina. Una maximización del espíritu nos conducirá hasta el punto de la transformación temporal en transición a la exaltación espiritual, para encontrar las fuerzas del equilibrio. Esa capacidad inefable para aventurarnos sin temor en el angosto puente a través del gran abismo que separa el mundo ordinario del mundo del más allá. Para lograr estas fuerzas del equilibrio, debemos vencer nuestros miedos, quitar los malos pensamientos de nuestros corazones y unirlos. Los peregrinos debemos de estar limpios de todo mal de sentimiento, debemos de regresar al periodo de la vida en que éramos inocentes, antes de que fuéramos adultos, mundanos, ya que a esta tierra madre venimos a nacer. El pasar de este mundo al más allá podremos hacerlo, porque al recibir el Venado Azul, dejaremos de ser ordinarios, seremos transformados. Pero hay que recordar que es solamente temporal, porque somos solamente hombres y mujeres, y no dioses."

Cabe mencionar que la religión va implícita a través de la vida del wixárika, forma parte de su identidad y está presente a lo largo de su accionar, de sus costumbres y en la cotidianeidad tanto individual como en lo comunitario. La religión viene a ser un compromiso fundamental en su existencia, es parte de su cultura y de sus distintas formas de expresión.
La actividad central en la religión tradicional de los wixaritari es la recolección y consumo ritual del peyote (un cactus alucinógeno) en el lugar que ellos llaman wirikuta, que se ubica en la región de Real de Catorce, en el estado de San Luis Potosí. El peyote no crece en la región de los wixaritari, pero es abundante en San Luis Potosí, territorio que fue dominio central de los guachichiles antes de la llegada de los españoles. A los guachichiles se les reconocía como una etnia fieramente defensiva de su territorio. Que los guachichiles hubieran dejado pasar por su territorio a guerreros a cazar sin perturbarlos indica que los reconocían como parte de su misma etnia. Esto lo confirma la historia oral de los wixárika, así como la similitud entre el idioma de los wixárika, que tiene más similitud con la lengua de los guachichiles (ya extinta) que con la de los coras, sus vecinos actuales.

### Música y baile
La música y el baile entre los wixárikas tienen fuertes rasgos prehispánicos y forman parte del ritual con que se honra a la divinidad. Los bailes son poco variados y los pasos muy sencillos, llevan el ritmo con los pies. Una característica de las celebraciones es la de que acostumbran tomar nawá (tejuino), bebida hecha a base de maíz fermentado, distinta al tejuino popular, que es una bebida que embriaga y tiene un sabor distinto.
Los wixárikas conocen a los mestizos u occidentales con el nombre teiwari (singular) o teiwarixi (plural), y su significado no se sabe a ciencia cierta. Los wixárikas conforman una de las culturas indígenas que mantienen saberes y tradiciones ancestrales, una cosmovisión propia y diferente, y hoy en día buscan encontrar un diálogo con la cultura denominada occidental y conservarse frente a los retos de la globalización.

## Ojos de Dios
Uno de los investigadores de la cultura wixárika más acreditados, el etnólogo alemán Johannes Neurath, dice que los adornos en el atavío tradicional de los huicholes tienen un propósito reivindicativo de su etnia, de su cultura y de su religión y una intención protectora de contenido mágico.
En un tapiz de Efraín Ríos en el que describe el "rito del tambor" –con el cual se protege a los niños a partir de su nacimiento hasta los cinco años de edad– aparece en el centro Tatewarí (el Sol), cuya línea circular en rojo y amarillo está coronada por una cornamenta de venado, y entre las astas sobresale el dibujo de un peyote. En torno a la simbolización del abuelo fuego están tejidos otros elementos religiosos importantes: rayos de sol, flechas, estrellas, flores, veladoras (único referente cultural de procedencia cristiana), el tambor ritual y un árbol cósmico integrado por uno o más ojos de Dios.
El ojo de Dios (tsik+ri) es la figura instrumental religiosa más conocida de la cultura huichola. Representa los cinco puntos cardinales del cosmos wixárika –oriente, poniente, norte, sur y centro–. Un ojo de Dios equivale a un año en la vida de un niño y cada año, después de su iniciación en la Fiesta del tambor apenas nacido, su padre debe elaborar uno hasta que cumpla cinco años de edad, para que siempre esté protegido.

## Minería transnacional en la Tierra Sagrada
La Wirikuta, una peregrinación por los Huicholes hasta la tierra sagrada en Real De Catorce, San Luis Potosí, que está considerado como el centro del mundo, está actualmente en peligro. Esta tierra ha sido reclamada varias veces por grupos fuera de la comunidad huichol, empezando con los españoles en el siglo xviii y actualmente por la compañía minera First Majestic Silver Corp. Estos grupos traen el peligro por su extracción de recursos naturales. Aunque la minería ha ocurrido en esta región varias veces, todavía trae peligro por el daño al medio ambiente. Además las promesas de las compañías transnacionales a la comunidad son suficientes para causar una división de opinión sobre la minería en la tierra sagrada.
La compañía trasnacional First Majestic, consiguió los derechos a la tierra sagrada por Normabec en 2009. Este grupo no fueron los primeros mineros en Real De Catorce, anteriormente había una extracción de aproximadamente 230 millones de onzas de plata desde 1773 hasta 1990. Durante la revolución mexicana, la minería española cesó y en 1967 una compañía mexicana consiguió los derechos a esta tierra, lo que marcó el inicio de la minería de gran escala. La caída de los precios de plata marcó tiempos tranquilos para la minería de esta región hasta 2006. En 2006 una compañía canadiense, Normabec consiguió esta tierra e inició el plan de First Majestic. En 2009 había 22 concesiones de minería que podía resultar en aproximadamente $607 millones de plata. Sin embargo, la división de opinión pausó este plan. 
Actualmente, hay un conflicto entre grupos que pertenecen a esta región y alrededor de la región. Por ejemplo, los huicholes, quienes valoran esta tierra en sus prácticas y creencias, quieren que su tierra sea protegida con la ley. Aunque la UNESCO considera esta tierra como sagrada, el gobierno mexicano reconoce los derechos como algo que puede ser concesionado. Además, las promesas de empleo por la minería también atraen a los grupos trabajadores. Según el documental Agua Sagrada sobre la problemática, esta promesa no puede ser completamente aplicable. Los participantes de este empleo son los jóvenes, estas compañías no van a dar empleo a nadie más considerando la dificultad física de la minería. Además, siguiendo el curso de la historia, el trabajo no ha sido constante. Entonces, sólo pueden cumplir la promesa de empleo hasta que el precio de plata baje o extraigan todos los recursos que puedan. Sin embargo, Silver Majestic añadió otra promesa que responde a esta problemática. Prometen que van a crear un museo para asegurar empleo constante y para los que no pueden participar en la minería. 
A pesar de todos las promesas de empleo, todavía faltan reconocer su última promesa. La promesa de no dañar el medio ambiente con la minería. En proyectos pasados, la minería dejó muchos químicos en las rutas de agua, lo que resulta en efectos negativos a la salud de la población y la agricultura alrededor de la minería.

## En el cine
Los documental Huicholes: Los últimos guardianes del peyote (2015), de Kabopro Films, y Eco de la montaña (2014), de Nicolás Echevarría, narran las vicisitudes de la comunidad wixárika para defender lo poco que queda de su cultura frente a los embates de la industria minera moderna y al desinterés que han mostrado desde hace muchos años los gobiernos estatal (San Luis Potosí) y federal.